# کلویی ریچاردز
کلویی ریچاردز (انگلیسی: Chloe Richards؛ زادهٔ ۲۳ فوریهٔ ۱۹۹۴) بازیکن سابق فوتبال اهل انگلستان است که برای ساراگوسا بازی کرد.